# Elymus macgregoriorum
Elymus macgregoriorum är en gräsart som beskrevs av R.E.Brooks och Julian J.N. Campbell. Elymus macgregoriorum ingår i släktet elmar, och familjen gräs.
Artens utbredningsområde är Kentucky. Inga underarter finns listade i Catalogue of Life.